# Pi Gua Quan
Le Pi Gua Quan (chinois simplifié : 劈掛拳 ; litt. « Poing qui fend et écarte ») est un art martial connu aussi sous le nom de Piguazhang (« Main du long fouet » ou « Main qui hache et suspend »), qui dérive du Tong bei quan, un art martial chinois traditionnel. Le Pi Gua Quan a été initialement créé par le chinois Whu Zong, qui combinait cette pratique aux côtés d'un autre art martial, le Baji Quan,, dans la région de Luo Tong. Les deux styles ne se séparèrent qu'à la mort de leur créateur, la région entourant le village de Luo Tong devenant le diffuseur du Pi Gua Zhang, et la région du village de Mong, celle du Baji Quan. Ce n'est que plus tard, lorsque le chinois Li Shuwen eut appris le Baji Quan auprès de Jin Daisheng, du village Mong, et le Pi Gua Quan, auprès de Huang Sihai du village de Luo Tong, qu'il redevint le premier maître à enseigner la double discipline. Mais il ne fut pas le seul : ses camarades Ma Yingtu et Guo Changsheng, qui avaient suivi les mêmes enseignements, fondèrent en 1928 l'Académie Centrale des Arts Martiaux de Nanjing, en réunissant le Pi Gua Quan et le Baji Quan avec deux autres arts martiaux, le Fanzi Quan et le Chuojiao, pour former un genre moderne de Tong bei quan à 24 mouvements.

## Culture populaire
Le Pi Gua Quan est l'art martial utilisé par la combattante française Helena Douglas dans la série Dead or Alive. Il est également utilisé par le personnage Scorpion dans le jeu Mortal Kombat: Deadly Alliance. Cet art martial est, de même, utilisé par Ling Xiaoyu dans la série Tekken ou encore par Bacchus dans le manga Fairy Tail.